# Katherine Sauerbrey
Katherine Sauerbrey, née le 5 mai 1997 à Steinbach-Hallenberg, est une fondeuse allemande. Elle remporte une médaille d'argent en relais lors des Jeux olympiques d'hiver de 2022.

## Biographie
Membre du club de sa ville natale Steinbach-Hallenberg, elle se classe deuxième de sa première course internationale junior en 2012. En 2014, elle honore sa première sélection pour les Championnats du monde junior à Val di Fiemme, avec comme résultats une onzième place sur cinq kilomètres classique et quatrième sur le relais. En 2015, elle remporte une médaille de bronze au Festival olympique de la jeunesse européenne sur 7,5 kilomètres. Un an plus tard, elle prend la cinquième place du dix kilomètres libre et la quatrième place du relais aux Championnats du monde junior à Rasnov.
Elle passe à la catégorie espoir en 2017-2018, où elle entre dans la Coupe OPA, compétition où laquelle elle obtient plusieurs top dix l'hiver suivant, dont une quatrième place à Oberwiesenthal, puis gagne sa première manche (aussi premier podium) en mars 2021 au dix kilomètres classique à Pokljuka. Lors d'une courte saison pour elle en 2019-2020, elle est utilisée lors d'un relais de Coupe du monde à Lillehammer (8e).
À la suite de quatre succès dans la Coupe OPA en fin d'année 2021, Sauerbrey est appelée pour faire ses débuts individuels à l'occasion du Tour de ski, durant lequel elle inscrit ses premiers points au classement général, avec notamment une douzième place au dix kilomètres classique (mass-start) à Val di Fiemme et le 19e rang final, qui lui permet d'être sélectionnée  pour les Jeux olympiques.
Lors de ses premiers Jeux olympiques, à Pékin, Sauerbrey termine 11e du 10 km classique et 13e du skiathlon, où elle est la meilleure allemande, avant de remporter la médaille de bronze sur le relais 4 x 5 km avec Katharina Hennig, Victoria Carl et Sofie Krehl.
Son père est le sauteur à ski Frank Sauerbrey, médaillé de bronze par équipes aux Mondiaux 1985.

## Palmarès

### Jeux olympiques
| Épreuve / Édition | Sprint | Sprint                           | 10 km                            | 10 km     | Skiathlon 2 × 7,5 km | 30 km | Relais | Relais                             |
| Épreuve / Édition | libre  | classique                        | libre                            | classique | Skiathlon 2 × 7,5 km | 30 km | Sprint | 4 × 5 km                           |
| Pékin 2022        | —      | Épreuve inexistante à cette date | Épreuve inexistante à cette date | 11e       | 13e                  |       |        | Médaille d'argent, Jeux olympiques |

Légende :
- : pas d'épreuve
- — : non disputée par Sauerbrey

### Coupe du monde
- Meilleur résultat individuel : 12e.
- 1 podium en relais : 1 deuxième place.

### Festival olympique de la jeunesse européenne
- Médaille de bronze sur 7,5 km classique en 2015 à Steg.